# Barabali
Barabali is een bestuurslaag in het regentschap Centraal-Lombok van de provincie West-Nusa Tenggara, Indonesië. Barabali telt 11.214 inwoners (volkstelling 2010).